# Верховный Совет Белорусской ССР

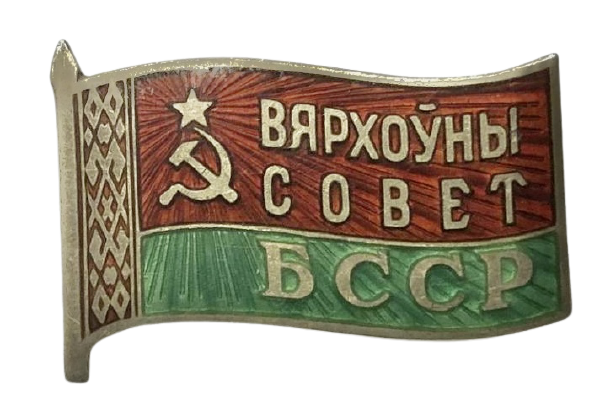
Значок депутата Верховного Совета БССР

Верхо́вный Сове́т Белорусской Советской Социалистической Республики (Верховный Совет БССР/Белорусской ССР; бел. Вярхоўны Савет Беларускай Савецкай Сацыялістычнай Республікі) — в 1938—1990 высший орган государственной власти БССР; в 1990—1991 — постоянно действующий высший орган государственной власти (парламент).
Верховный Совет БССР с 1938 года являлся правопреемником Центрального Исполнительного Комитета БССР. Первоначально избирался гражданами БССР по избирательным округам сроком на 4 года по норме один депутат на 20 тысяч населения. Конституция 1978 года установила срок полномочий в 5 лет и фиксированное количество депутатов в 485 человек.
19 сентября 1991 Верховный Совет БССР принял закон о переименовании БССР в Республику Беларусь.

## Председатели Верховного Совета Белорусской ССР
- Грекова, Надежда Григорьевна (25.07.1938 — 12.03.1947)
- Козлов, Василий Иванович (12.03.1947 — 17.03.1948)
- Бугаёв, Евгений Иосифович (17.03.1948 — 14.04.1949)
- Бельский, Иосиф Александрович (14.04.1949 — 28.03.1955)
- Горбунов, Тимофей Сазонович (28.03.1955 — 28.03.1963)
- Шауро, Василий Филимонович (28.03.1963 — 22.12.1965)
- Скурко, Евгений Иванович (22.12.1965 — 15.07.1971)
- Шамякин, Иван Петрович (15.07.1971 — 28.03.1985)
- Науменко, Иван Яковлевич (28.03.1985 — 15.05.1990)

## Председатели Президиума Верховного Совета Белорусской ССР
- Наталевич, Никифор Яковлевич (27.07.1938 — 17.03.1948)
- Козлов, Василий Иванович (17.03.1948 — 2.12.1967)
- Сурганов, Фёдор Анисимович (и. о.) (2.12.1967 — 22.01.1968)
- Клочкова, Валентина Алексеевна (и. о.) (2.12.1967 — 22.01.1968)
- Притыцкий, Сергей Осипович (22.01.1968 — 13.06.1971)
- Сурганов, Фёдор Анисимович (и. о.) (13.06.1971 — 16.07.1971)
- Климов, Иван Фролович (и. о.) (13.06.1971 — 16.07.1971)
- Клочкова, Валентина Алексеевна (и. о.) (13.06.1971 — 16.07.1971)
- Сурганов, Фёдор Анисимович (16.07.1971 — 26.12.1976)
- Лобанок, Владимир Елисеевич (и. о.) (27.12.1976 — 28.02.1977)
- Бычковская, Зинаида Михайловна (и. о.) (27.12.1976 — 28.02.1977)
- Поляков, Иван Евтеевич (28.02.1977 — 29.11.1985)
- Таразевич, Георгий Станиславович (29.11.1985 — 28.07.1989)
- Дементей, Николай Иванович (28.07.1989 — 15.05.1990)

## Председатели Верховного Совета Белорусской ССР 1990—1991 годов
В мае 1990 года должность Председателя Президиума Верховного Совета была упразднена, а его функции переданы Председателю Верховного Совета БССР. Таким образом, при сходном названии, должность Председателя Верховного совета БССР в 1990—1991 годах по содержанию весьма отличалась от одноимённой должности до 1990 года.
- Дементей, Николай Иванович (19.05.1990 — 25.08.1991)
- Шушкевич, Станислав Станиславович (25.08.1991 — 19.09.1991) (до 26.01.1994 как Председатель Верховного совета Республики Беларусь)